# Ogcodes fasciata
Ogcodes fasciata är en tvåvingeart som beskrevs av Barraclough 1984. Ogcodes fasciata ingår i släktet Ogcodes och familjen kulflugor. Inga underarter finns listade i Catalogue of Life.